# 시드니 올콧

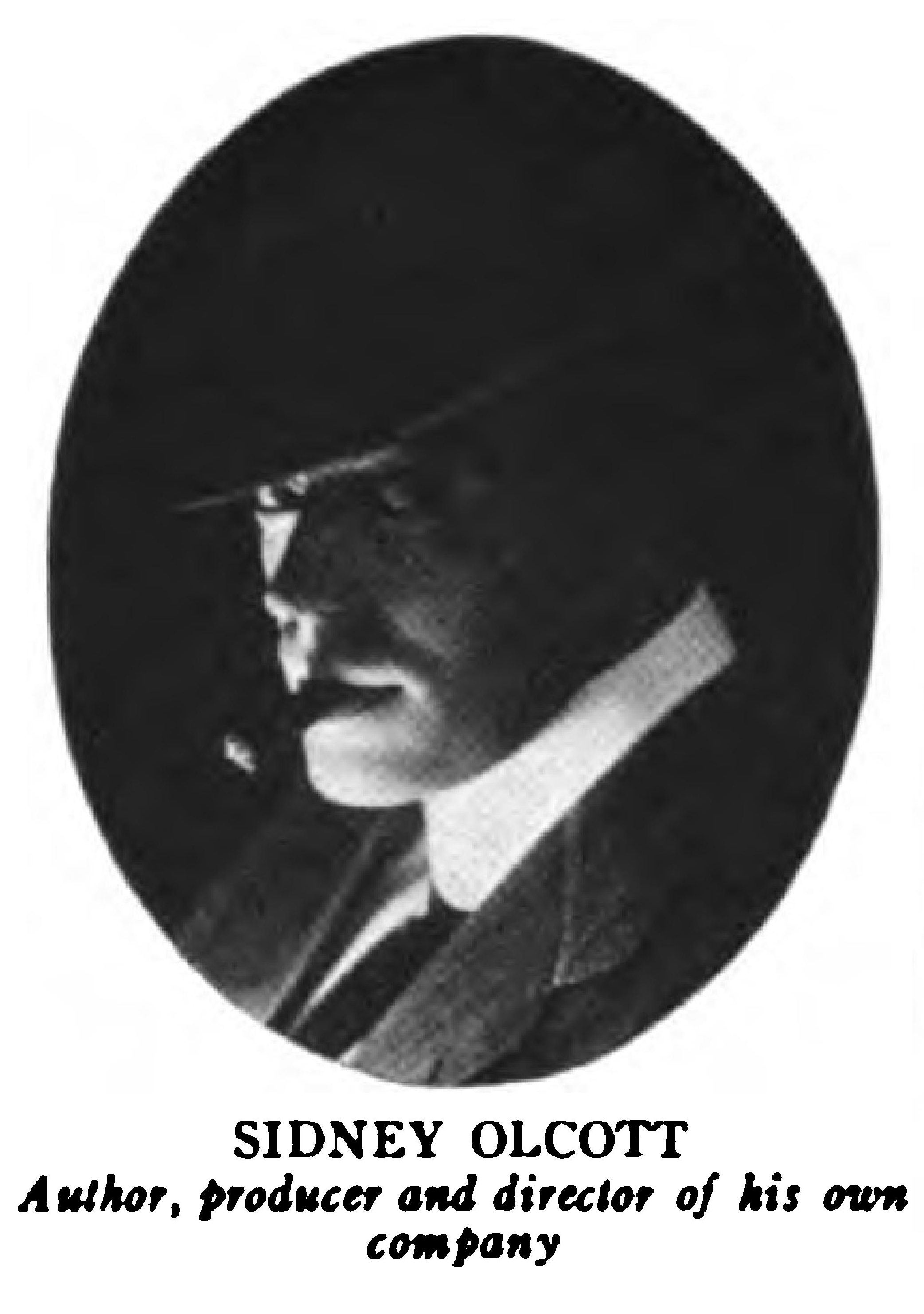

시드니 올콧(Sidney Olcott, 1873년 9월 20일 ~ 1949년 12월 16일)은 캐나다의 영화 감독, 각본가, 영화 프로듀서, 연극 배우, 영화배우이다.
토론토에서 태어났으며 할리우드에서 사망하였다.

## 영화
- Monsieur Beaucaire (1924년)
- 벤허 (1907년)